# Yassine Abdellaoui
Yassine Abdellaoui ('s-Hertogenbosch, 21 juni 1975) is een voormalig Marokkaans-Nederlands voetballer.

## Voetballoopbaan
Hij begon zijn carrière bij Willem II. Voordat hij doorbrak in het betaalde voetbal, speelde hij in de jeugd van OJC Rosmalen uit Rosmalen. Op 16 augustus 1992 debuteerde deze aanvaller als basisspeler bij de wedstrijd FC Groningen tegen Willem II. In de 64ste minuut werd hij vervangen door Ken Watanabe.
Na twee jaar bij Willem II te hebben gevoetbald, waarin hij 47 wedstrijden speelde en daarin drie maal tot scoren kwam, vertrok hij naar NAC Breda. Daar speelde hij 68 wedstrijden, waarin hij twaalf keer tot scoren kwam. Bij een wedstrijd tegen PSV op 27 augustus 1995 raakte PSV-voetballer Jan Wouters dusdanig gefrustreerd, dat deze tegen hem riep kutmarokkaan, rot op naar je eigen land. Wouters bood onmiddellijk zijn excuses aan tegen de in Nederland geboren voetballer, maar over het incident wordt nog steeds gesproken als het gaat om verbaal geweld in het betaald voetbal.
Hij speelde zich bij NAC Breda in de kijker van Rayo Vallecano uit de Primera División. De keuze was snel gemaakt en zijn buitenlands avontuur kon beginnen. Het was echter maar van korte duur, want na 24 wedstrijden kwam hij alweer terug naar Nederland, om daar het shirt van N.E.C. aan te mogen trekken.
Ook daar was zijn verblijf maar van zeer korte duur. Na zes wedstrijden vertrok hij alweer. Hij ging weer terug naar de club waar zijn betaalde carrière begonnen was, Willem II. Hier werd hij wel weer een vaste waarde voor het team, en speelde in vier seizoenen 87 wedstrijden. Daarin wist hij elf keer het net te vinden. Het was voor Yassine weer tijd uit te kijken naar een nieuwe club. Voor de tweede maal in zijn carrière vertrok hij naar NAC Breda. Dit keer werd die overgang geen succes, want na negen wedstrijden vertrok hij alweer naar De Graafschap.
Op 22 september 2003 werd Abdellaoui aangehouden en in voorlopige hechtenis genomen op verdenking van het witwassen van 2,3 miljoen euro. Op 6 november 2003 werd Abdellaoui weer vrijgelaten, maar op 28 januari 2008 moest hij zich voor deze zaak verantwoorden voor de rechter.
Nadat hij op 15 januari 2004 met twee collega’s bij zijn toenmalige voetbalclub De Graafschap een avondje was gaan stappen werd Abdellaoui de volgende dag na de training op staande voet ontslagen.
In totaal speelde Yassine Abdellaoui 248 wedstrijden en scoorde hij 26 maal.

## Na zijn voetballoopbaan
In oktober 2010 werd hij door de rechtbank vrijgesproken van witwassen maar wel samen met Geoffrey Prommayon veroordeeld tot een voorwaardelijke celstraf van twee maanden wegens heling van 38.000 dollar dat verdiend was met xtc-handel.
Door zowel Yassine Abdellaoui als door het Openbaar Ministerie werd er hoger beroep ingesteld tegen dit vonnis. Op 14 november 2014 sprak het Gerechtshof ’s-Hertogenbosch Abdellaoui echter voor beide feiten vrij. Voorts oordeelde het Gerechtshof dat het Openbaar Ministerie verantwoordelijk diende te worden gehouden voor de overschrijding van de redelijke termijn waarbinnen een strafzaak moet zijn afgedaan. Op 6 februari 2019 werd hij onder vuur genomen op IJburg in Amsterdam, hij raakte daarbij gewond.